# Свеннборг
Свеннборг (дат. Svendborg) — город в Дании на острове Фюн, административный центр коммуны Свеннборг.

## История
Впервые эти места упоминаются в грамоте Вальдемара Победоносного от 1219 года, где говорится об укреплениях «Свинебёрга» (дат. Swinæburgh). В 1236 году здесь был основан монастырь францисканцев. В 1253 году король Кристофер I даровал Свеннборгу право проводить ярмарки.
В 1536 году город ненадолго стал главным портом острова, однако затем начались 250 лет упадка. Начало промышленной революции вновь привело к росту города, и если в 1801 году в нём проживало 1942 человека, то в 1901 году — уже 11.500 человек. В XIX веке Свеннборг был соединён железными дорогами с Оденсе, Фоборгом и Нюборгом, здесь были построены промышленные предприятия, а реконструированная гавань оказалась очень удобным местом вывоза товаров. Развитие порта привело к тому, что в 1907 году на искусственном острове была построена судоверфь, просуществовавшая до 2001 года.
В 1933 году сюда переехал высланный из Германии писатель Бертольт Брехт. Впоследствии один из сборников своих стихов он озаглавил «Свеннборгские стихотворения» (нем. Svendborger Gedichte).